# Семёнова, Галина Николаевна
Гали́на Никола́евна Семе́нова (1952) — советский и российский ихтиолог, музейный работник. Заслуженный работник культуры Российской Федерации, общественный деятель, популяризатор охоты и рыболовства. Директор Музея охоты и рыболовства Росохотрыболовсоюза c 1989 по 2012 гг. Почётный член и заслуженный работник охотничьего хозяйства Росохотрыболовсоюза. Член Учёного совета Государственного биологического музея им. К.А. Тимирязева, член правления Московского городского общества охотников и рыболовов (МГООиР).

## Биография
Галина Николаевна родилась в Тамбовской области 23 марта 1952 года. Детство, проведённое на природе, способствовало формированию Галины Семёновой как любителя родной природы и животного мира, будущего специалиста в области ихтиологии и охотничьего хозяйства.
В 1975 году, окончив Тимирязевскую сельскохозяйственную Академию по специальности "зоотехник-рыбовод", Галина Николаевна пришла работать в "Росохотрыболовсоюз" на должность старшего ихтиолога. Как специалист, Галина Семёнова сформировалась благодаря многочисленным командировкам по России, Республикам Советского Союза и за рубеж. В Росохотрыболовсоюзе в это время были обширные международные связи с Союзами охотников и рыболовов социалистических стран, проводился профессиональный обмен специалистами по всем направлениям деятельности. Следующим основным этапом в жизни Галины Николаевны стал основанный в 1988 году Музей охоты и рыболовства Росохотрыболовсоюза. В 1989 — 2012 гг. Галина Семёнова работала в должности директора вышеупомянутого музея.
С 1996 года принимала активное участие в выставках "Русская охота", проводимых Российским фондом Культуры и Русским охотничьим клубом в музее Революции и в Российской Государственной библиотеке. В качестве директора музея, Г.Н. Семёнова ежегодно принимала активное участие в организации международных выставок "Охота и рыболовство на Руси" на ВДНХ, а также международных и внутрироссийских выставок охотничьих трофеев.
Музей охоты и рыболовства, в лице Галины Семёновой, активно взаимодействовал в своей работе не только с музеями, но и с общественными организациями, заинтересованными  в экологическом воспитании населения и сохранении  охотничьих традиций. Это Русский охотничий клуб (Кобозев Н.В.) и Московское общество охотников и рыболовов (Каледин А.П.). Анатолий Петрович Каледин ряд лет был председателем Попечительского совета Музея охоты и рыболовства. При его поддержке при музее был организован кружок юных охотников, начали проводиться совместные мероприятия по пропаганде охотничьих традиций, по сбору биографических данных деятелей общественного охотничьего движения.
Под руководством Галины Семёновой в Музее охоты и рыболовства организованы выставки таких известных российских художников-анималистов, как В.А. Горбатов, И.П. Маковеева, А.А. Максимов, Р.М. Шерифзянов и других.
В настоящее время она активно занимается краеведением.

## Культурная деятельность
Галина Николаевна Семёнова принимает активное участие в пропаганде русской охоты и её традиций посредством активного участия в работе профильных выставок, многочисленных выступлений на радио, участия в телевизионных программах, публикаций статей по культуре и истории охоты в центральных периодических изданиях. Галина Николаевна соавтор книг "Кто есть Кто в русской охоте" и "Охотничья Россия". Имеет ряд государственных, правительственных и общественных наград. Одна из инициаторов проекта "Культура охотничьего быта", направленного на развитие охотничьего прикладного искусства.

## Государственные и правительственные награды
- Медаль 850-летия Москвы (1997 г.)
- Благодарность мэра Москвы (2002 г.)
- Грамота Министерства сельского хозяйства Российской Федерации (2006 г.)
- Заслуженный работник культуры Российской Федерации (2012 г.)

## Общественные награды
- Орден "За заслуги"  Росохотрыболовсоюза
- Орден Святого Трифона и медали Святого Апостола Петра, Святого Георгия Победоносца, имени С.Т. Аксакова, Великого Князя Владимира Александровича Романова МГООиР
- Орден "За заслуги" II степени Русского Охотничьего Клуба

## Публикации
- Любительское рыболовство и охрана природы — М.: Россельхоиздат, 1986. — 176 с.
- Кто есть Кто в русской охоте (1766—2003 гг.) / Бибикова В.В. и др. — М.: МГООиР, 2003. — 318 с.
- Охотничья Россия / под ред. А.П. Каледина. — М.: ООО «Эра», МГООиР, 2011. — 464 с.